# Titanit
Titanit ili sfen (naziv koji se češće koristi u anglo-američkim znanstvenim krugovima) je kalcijsko-titanijski nezosilikat, s kemijskom formulom CaTi[SiO4]O. Tragovi željeza i aluminija također mogu biti prisutni u kristalima. Također su česti i tragovi elemenata rijetkih zemalja, kao što su cerij i itrij.
Ime sfen izbačeno je iz službene upotrebe (od strane Međunarodne mineraloške udruge -  komisije za nove minerale i mineralna imena (CNMMN objašnjenje  Arhivirana inačica izvorne stranice od 11. prosinca 2006. (Wayback Machine))); a titanit je odobreno ime. No, sfen je i dalje ostao kao neformalno ime za dragulje titanita.
Titanit je dobio ime po titanu kojeg sadrži. Pojavljuje se kao proziran do poluproziran monoklinski kristal, crvenkaste, smeđe, sive, žute, zelene ili crvene boje. Ti kristali su tipični sfenoidi (grč. sphenos = klin), tj. klinastog habitusa i često dolaze kao sraslaci. U poprečnom presjeku imaju oblik romba.  Sjaj mu je dijamantno blještav, a na svježim prijelomima smolast do mastan, ima tvrdoću 5.5 i jasnu kalavost. Pokazuje ekstremno veliki dvolom svjetlosti - interferira u bijelim bojama višeg reda.
Prozirni uzorci pokazuju jak trikroizam. Zahvaljujući brzohladećem efektu željeza, titanit ne fluorescira pod UV-zračenjem. Neki titaniti mogu biti metamiktni.

## Ležišta i nalazišta
Pojavljuje se u metamorfnim stijenama kao što su gnajs i škriljavci, a također ga ima i u zrnatom vapnencu (sedimentna stijena) te granitu i dioritu (magmatske stijene). 
Lokaliteti na kojima je pronađen titanit uključuju: Pakistan, Italiju, Rusiju (Karelija, Ural, Iljmensko gorje), Kinu, Brazil (sraslaci u hidrotermalnim ležištima s adularom), Švicarsku, Madagaskar, Triol (Austrija), Kanadu (regija Renfrew, Ontario) i SAD (Kalifornija).

## Upotreba
Titanit je izvor TiO2, kojeg koristimo kao bjelilo (ima veliki albedo), a također (titanit) je cijenjen u draguljarstvu, kada je posve čist.
Kao dragi kamen, cijenjen je zbog jake disperzivne moći (0.051, B do G interval), koja je slična onoj kod dijamanta. Nažalost, njegova krtost i mala tvrdoća onemogućuju nam odgovarajuću upotrebu titanita kao kamena za prstenje: sfen je mnogo pogodniji za, npr. lustere i lampe ili broševe, ili ga se koristi u kolekcionarske svrhe.